# Флорида в Гражданской войне

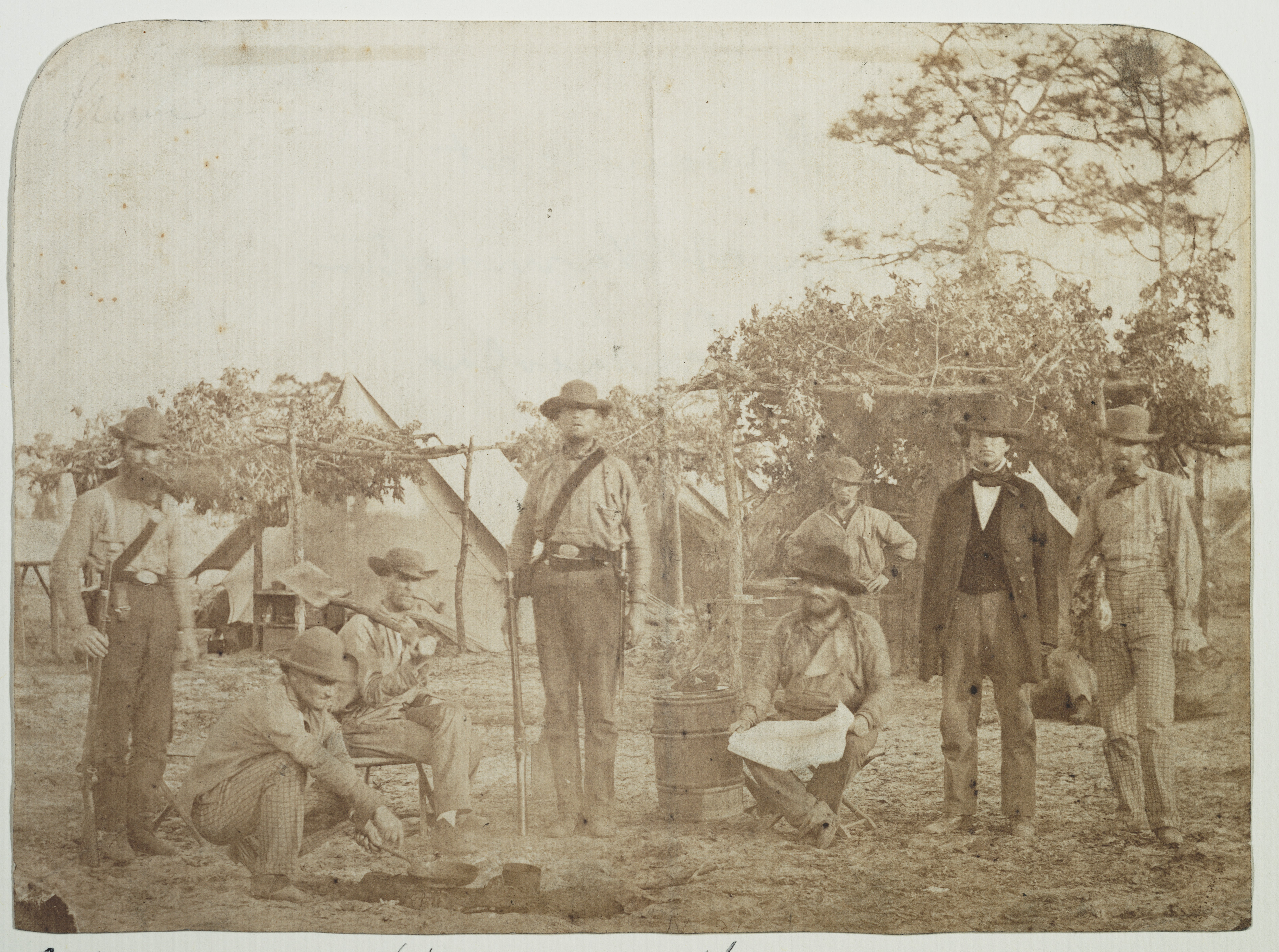
Армейский лагерь в Пенсаколе, Флорида.

Флорида стала третьим штатом, вышедшим из состава Союза и вступивших в Конфедерацию. Сразу после избрания Авраама Линкольна президентом в 1860 году Флорида объявила о сецессии 10 января 1861 года.
В 1860 году население Флориды насчитывало 140 421 человек и она занимала 31-е место по населенности, а боеспособное население - 15 739 человек (11% от населения).
Из-за малонаселенности Флорида помогала армии Конфедерации не столько живой силой, сколько продовольствием и снаряжением. Длинная береговая линия штата осложняла федеральному флоту борьбу с флоридскими прорывателями блокады.

## Сецессия
Флорида объявила о сецессии 10 января 1861 года, и примерно через месяц стала одним из первых, лидирующих, членов Конфедерации. Решение о сецессии было принято почти единогласно, 62 голосами против 7, и все же в штате образовалось некоторое количество сторонников Союза, число которых росло по мере продолжения войны.
Флорида направила делегацию из трех представителей на Временный Конгресс Конфедерации в Монтгомери (Алабама), это были Джексон Мортон, Джеймс Бьерэм Оуэнс и Джеймс Паттон Андерсон. Последний был отозван 8 апреля 1861 года и заменен на Джорджа Тальяферро Варда. Вард служил представителем с мая 1861 года по февраль 1862, когда тоже был отозван и заменен на Джона Пейза Сандерсона.

## Начало войны

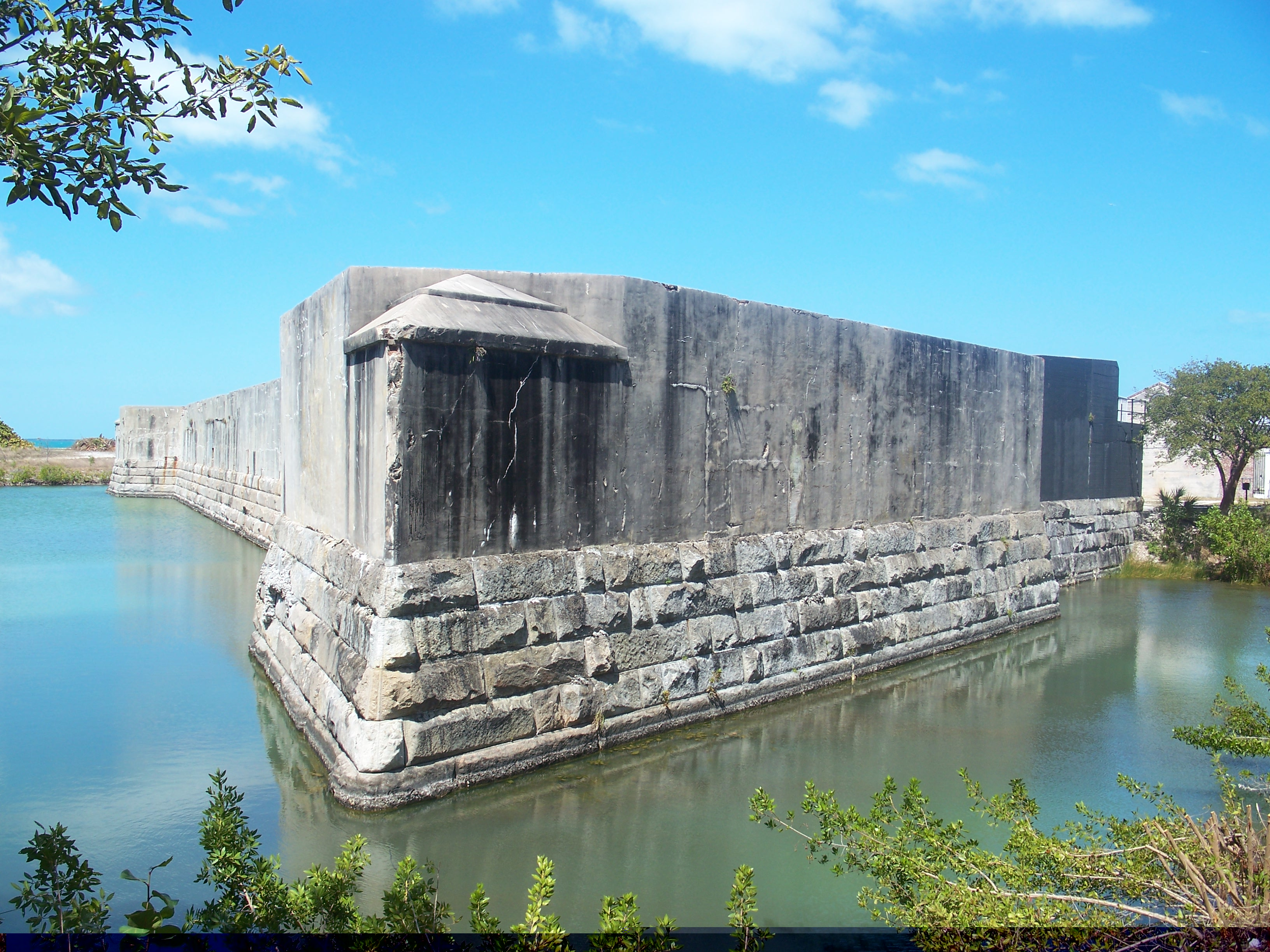
Форт Тейлор в Ки-Уэсте.

После объявления независимости флоридские власти конфисковали федеральную собственность, хотя и не смогли занять два форта: форт Тейлор в Ки-Уэсте, и форт Джефферсон на острове Драй-Тортугас, которые остались в руках федеральной армии до конца войны. В Пенсаколе были заняты форт Барранкас и форт Макни, но форт Пикенс на острове Санта-Роза занять не удалось. В апреле 1861 года южане захватили форт Самтер в Южной Каролине, что дало повод президенту Линкольну объявить войну. Южные штаты начали формировать армии. Население Флориды насчитывало 140 000 человек, и она могла поставить под ружьё 15 000 человек. Всех этих людей надо было одеть и вооружить, что было нелегко для флоридского бюджета. Другой проблемой стала оборона флоридского побережья, которое было слишком протяжённым. Губернатор Джон Милтон даже удивлялся, почему федеральная армия не воспользовалась моментом и не захватила Флориду, чтобы использовать её как базы для вторжений в южные штаты. По какой-то причине и в Вашингтоне и в Ричмонде недооценивали стратегическую важность Флоридского полуострова.
Летом 1861 года федеральный флот приступил к блокаде побережья южных штатов. 11 июня пароход USS Montgomery вошёл в устье реки Апалачикола и отрезал город Апалачикола от внешнего мира. После этого была блокирована Тампа, а затем постепенно и все прочие порты Флориды. Весной 1862 года после неудач на Западе, правительство Конфедерации приняло решение вывести войска из некоторых регионов, чтобы сконцентрировать их на наиболее важных направлениях, и это привело к выводу войск из Флориды. Федеральная армия воспользовалась этим и оккупировала Апалачиколу и Джексонвилл, а в мае была оккупирована Пенсакола. 4 марта 1862 года была оккупирована Фернандина. После этого 12 марта северяне без боя заняли Сент-Огастин. Однако, федеральные силы во Флориде был невелики, и не решались всерьёз наступать вглубь полуострова. Поэтому враждующие стороны приступили к отдельным набегам друг на друга, не переходя к более масштабным боевым действиям. Из-за этого хлопковые плантации центральный Флориды не были затронуты войной.

## Флоридские полки в Северовирджинской армии
13 июля 1861 года 2-й Флоридский пехотный полк был принят на службу в армию Конфедерации сроком на 12 месяцев и отправлен в Вирджинию под командованием полковника Джорджа Уорда. Он впервые был введён в бой в мае 1862 года в сражении при Уильямсберге, где понёс большие потери, и где был убит полковник Уорд. Чуть ранее, 8 апреля 1862 года был сформирован 5-й Флоридский пехотный полк, а 5 июля появился 8-й Флоридский пехотный полк. В то лето 2-й Флоридский был введён в бригаду Прайора и прошёл сражения Семидневной битвы. В августе все три флоридских полка собрались в бригаде Прайора и 29-30 августа участвовали во Втором сражении при Булл-Ран. Бригада прошла бои Мэрилендской кампании, после которой генерал Ли свёл их в отдельную флоридскую бригаду, которую возглавил Эдвард Перри, ранее командир 2-го Флоридского, теперь повышенный в звании до бригадного генерала.
В декабре 1862 года во время сражения при Фредериксберге был задействован только 8-й Флоридский полк, который потерял 7 человек убитыми, 24 ранеными и 20 пропавшими без вести. В мае 1863 года флоридская бригада в составе дивизии Ричарда Андерсона участвовала в сражении при Чанселорсвилле, где потеряла 20 человек убитыми и 86 ранеными. В июне 1863 года началась Геттисбергская кампания; и бригада участвовала в сражении при Геттисберге, будучи задействована во второй день сражения. Она потеряла 555 человек, и к 19 июля насчитывала всего 22 офицера и 233 рядовых, сократившись до размера небольшого полка.
В апреле 1864 года был сформирован 9-й Флоридский пехотный полк, в июне - 10-й Флоридский пехотный полк, а затем 11-й Флоридский пехотный полк. Все они сразу же были отправлены в Вирджинию и присоединены к трём предыдущим полкам, образовав бригаду, известную как бригада Файнегана, численностью около 600 человек. Она успела принять участие в сражении при Колд-Харборе. После сражения она была отведена к Ричмонду и приняла участие в боях осады Питерсберга. Когда Питерсберг пал, флоридская бригада, теперь под командованием Теодора Бреварда, отступала к Аппоматтоксу. Часть бригады попала в плен около Фармвиля 6 апреля 1865 года, а остальная часть сдалась при Аппоматтоксе 9 апреля.

## Флоридские полки на Западе
В апреле 1862 года во Флориде был сформирован 1-й Флоридский пехотный полк, который возглавил Джеймс Андерсон. Вскоре полк был направлен в Миссисипи, где Андерсон принял командование бригадой. Бригада и полк приняли участие в сражении при Шайло. Впоследствии полк несколько раз объединялся с другими подразделениями армии. В августе 1861 года на службу был принят 3-й Флоридский пехотный полк, который сначала стоял во Флориде и участвовал в сражении при Смирне 23 марта 1862 года. В августе он был отправлен в Чаттанугу, включён в бригаду Андерсона, и участвовал к Кентуккийской кампании осенью того года. В декабре 1862 года 1-й Флоридский и 3-1 Флоридский были слиты в один полк. В 1861 году был сформирован и 4-й Флоридский полк, который в конце 1862 года был включён в Теннессийскую армию. 28 декабря все три флоридских полка были сведены в бригаду, которую возглавил генерал Уильям Престон. В первые дни 1863 года эта бригада понесла большие потери в Сражении при Стоун-Ривер. 4-й Флоридский потерял 42% своего состава.
В апреле 1862 года были сформированы 6-й Флоридский пехотный полк и 7-й Флоридский пехотный полк. В сентябре 1863 года они присоединились к Теннессийской армии и были включены в бригаду Уильяма Бейта. 19 сентября флоридские полки приняли участие в сражении при Чикамогу. 1/3 и 4 полки сражались в составе бригады Стовалла. Потери снова были велики: 1/3 полк потерял 92 человека из 273-х, 4-й полк потерял 87 человек. Южане выиграли сражение и осадили Чаттанугу, но в ноябре были разбиты в сражении при Чаттанугой. Во время боя за Миссионерский хребет флоридские полки стояли в центре позиции; 4-й Флоридский потерял 154 человека из 172-х. Весной 1864 года флоридские полки прошли все сражения Битвы за Атланту. В апреле флоридские полки сдались вместе с армией Джонстона. На момент капитуляции 4-й Флоридский насчитывал 23 человека.

## Конец войны
Недовольство призывом и внутренней политикой приводило к дезертирству из рядов армии Конфедерации, и ряд районов Флориды стали прибежищами дезертиров, часть из которых объединилась в банды и занялась разбоем, а некоторые даже перешли на сторону северян.
В начале 1864 года северяне попытались вторгнуться во Флориду, но были отбиты в сражении при Оласти. В связи с отсутствием у Флориды крупного военного значения более крупных попыток вторжения не предпринималось, а мелкие набеги успешно отражались местными силами.
В мае 1865 года для восстановления федерального контроля над Флоридой была выделена дивизия под командованием Эдварда Маккука. Губернатор Милтон предпочёл самоубийство капитуляции, и 13 мая 1865 года Джордж Вашингтон Скотт сдался Маккуку с последними оставшимися войсками конфедератов во Флориде. 20 мая на церемонии в Таллахасси Маккук зачитал «Прокламацию об освобождении рабов» президента Линкольна, официально запретив тем самым рабство во Флориде, и над зданием капитолия был поднят флаг США.
Представители Флориды были допущены в Конгресс США после выполнения штатом всех требований «реконструкции». Штат был полностью восстановлен в правах внутри США 25 июля 1868 года.

## Сражения во Флориде

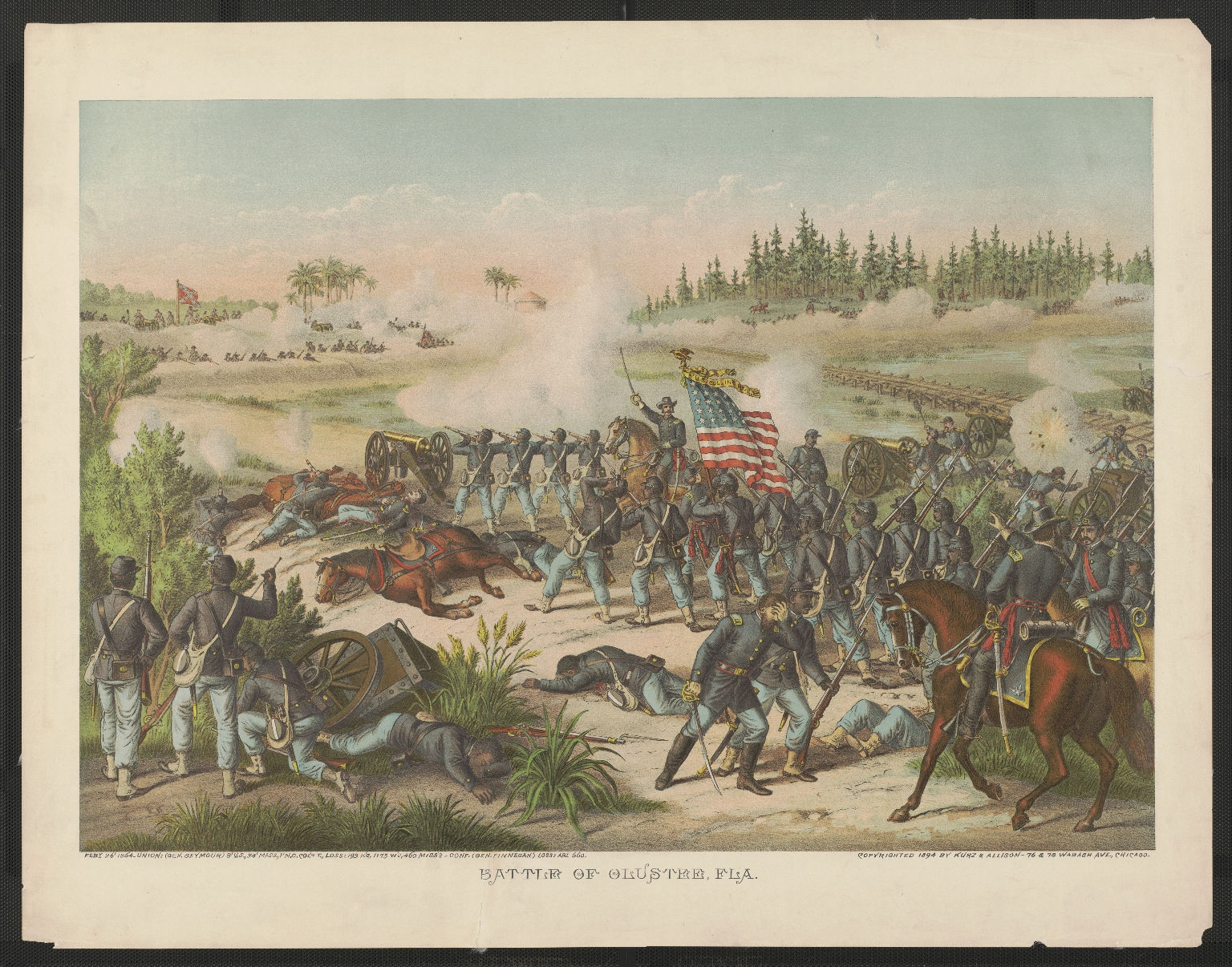
Сражение при Оласти 20 февраля 1864 года.

- Сражение при Форт-Брук
- Сражение при Форт-Миерс
- Сражение при Гэинесвилль
- Сражение при Марианне
- Сражение при Натурал-Бридж
- Сражение при Оласти
- Сражение при Сеинт-Джонс-Блафф
- Сражение на острове Санта-Роза
- Сражение при Тампе